# Albert Fawer
Albert Fawer-Müller (* 27. Januar 1892 in Münchenwiler; † 3. Oktober 1980 in Biel; heimatberechtigt in Münchenwiler) war ein Schweizer Politiker (SP).

## Leben
Albert Fawer machte eine Notariatslehre in Biel und war danach als Substitut des Grundbuchamts, der Amtsschaffnerei und der Gerichtsschreiberei in Büren an der Aare und in Biel tätig. Zudem war er Gerichtssekretär in Thun und Nidau.
Von 1915 bis 1918 war Fawer Mitglied und Präsident der Geschäftsprüfungskommission der Gemeinde Madretsch; nach deren Eingemeindung 1920 war er Mitglied der Bieler Finanzkommission. Von 1921 bis 1956 war er für die Sozialdemokratische Partei Mitglied im Bieler Gemeinderat als Fürsorgedirektor. Zudem war er von 1934 bis 1948 Mitglied des Berner Grossrates. Bei den Schweizer Parlamentswahlen 1947 wurde er in den Nationalrat gewählt, dem er bis 1951 angehörte.
Fawer präsidierte das Bezirksspital, das Seelandheim Worben, das Mädchenerziehungsheim Brüttelen, die Tuberkulosefürsorge und den Verein für das Alter.